# Brent Rahim
Brent Rahim (ur. 8 sierpnia 1978 w Diego Martin) – trynidadzko-tobagijski piłkarz występujący na pozycji pomocnika.

## Kariera klubowa
Rahim karierę rozpoczynał w 1999 roku w zespole Connecticut Huskies z amerykańskiej uczelni University of Connecticut. W 2001 roku trafił do Joe Public FC. W tym samym roku zdobył z nim Puchar Trynidadu i Tobago.
Na początku 2002 roku przeszedł do bułgarskiego klubu Lewski Sofia. W tym samym roku zdobył z nim mistrzostwo Bułgarii oraz Puchar Bułgarii. Sezon 2002/2003 spędził na wypożyczeniach w Anglii, gdzie grał w zespołach West Ham United (Premier League) oraz Northampton Town (Division Two).
W 2003 roku Rahim został graczem szkockiego klubu Falkirk ze Scottish Division One. Występował tam przez dwa lata. W 2005 roku odszedł do szwedzkiej drużyny IF Sylvia, grającej w trzeciej lidze. W 2006 roku wrócił do Trynidadu i Tobago, gdzie podpisał kontrakt z San Juan Jabloteh. Spędził tam sezon 2006, a potem zakończył karierę.

## Kariera reprezentacyjna
W reprezentacji Trynidadu i Tobago Rahim zadebiutował w 2000 roku. W tym samym roku znalazł się w drużynie na Złoty Puchar CONCACAF, zakończony przez Trynidad i Tobago na półfinale. Wystąpił na nim w pojedynkach z Kostaryką (1:1, 2:1 po dogrywce) i Kanadą (0:1).
W 2002 roku ponownie wziął udział w Złotym Pucharze CONCACAF. Rozegrał na nim dwa spotkania: z Kostaryką (1:1) i Martyniką (0:1), a Trynidad i Tobago odpadł z turnieju po fazie grupowej.
W 2005 roku Rahim po raz trzeci został powołany do kadry na Złoty Puchar CONCACAF. Zagrał na nim w meczach z Hondurasem (1:1) i Kolumbią (0:2), a Trynidad i Tobago ponownie zakończył turniej na fazie grupowej.
W latach 2000–2005 w drużynie narodowej Rahim rozegrał łącznie 49 spotkań i zdobył 3 bramki.